# Yuri Baturin
Yuri Mikhailovich Baturin (russo: Юрий Михайлович Батурин) (Moscou, 12 de junho de 1949) é um ex-cosmonauta e político russo.
Formado pelo Instituto de Física e Tecnologia de Moscou em 1973 e bacharel em Direito, ele foi por duas vezes ao espaço. A primeira como cosmonauta pesquisador na missão Soyuz TM-28, uma jornada de onze dias na estação orbital Mir, em agosto de 1998.
Três anos depois participou da missão Soyuz TM-32 como engenheiro de voo, uma missão de transporte de equipamentos e suprimentos até a ISS e que levou ao espaço o primeiro turista espacial, Dennis Tito, um empresário norte-americano.
Baturin foi assessor de segurança nacional no governo de Boris Iéltsin, membro do Conselho de Defesa de 1991 a 1998 e o primeiro político russo a ir ao espaço.